# Собор Сен-Пьер
Собор Сен-Пьер (фр. Cathédrale Saint-Pierre de Genève) — кафедральный собор в Женеве, одна из главных достопримечательностей города.
Христианские храмы и баптистерий на месте собора существовали ещё с IV века. Строительство здания началось в 1160 году и продолжалось около 150 лет. Начатый в романском стиле, позже он приобрёл готические черты. В дальнейшем собор дополнялся новыми элементами. В 1406 году была достроена капелла Маккавеев, в 1441 году северная стена нефа была серьёзно повреждена и была отстроена лишь к 1449 году. В середине XVIII века был построен фасад в стиле классицизма. Современный собор сочетает большинство европейских архитектурных стилей.
Собор Сен-Пьер — одна из кальвинистских церквей, с 1535 года он является реформатским, что отразилось в более строгой архитектуре новых элементов здания.
Один из главных экспонатов собора — стул Кальвина. В расположенном рядом с собором Археологическом музее находятся камни из фундамента храма XI века, также сохранилась крипта.

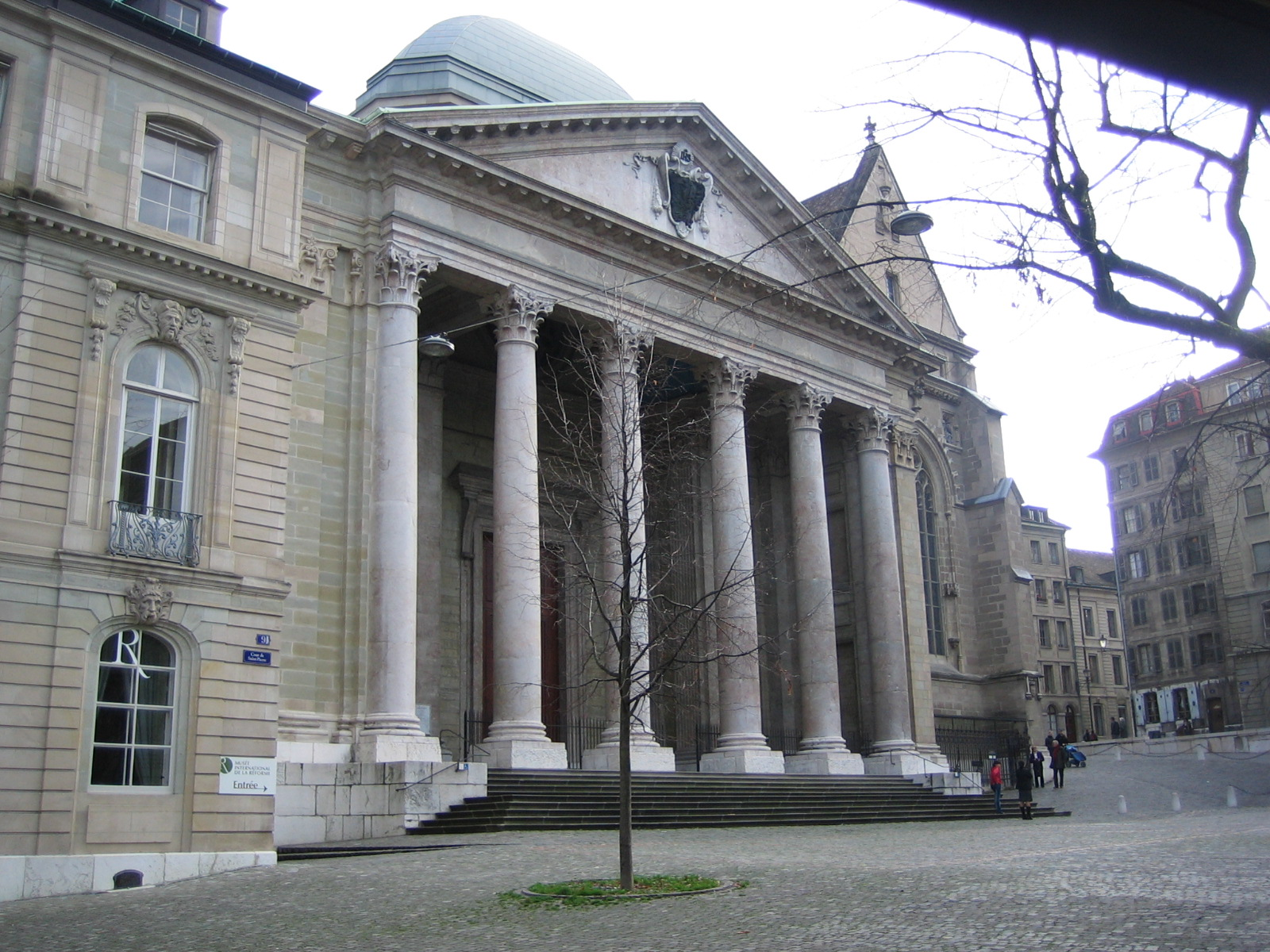
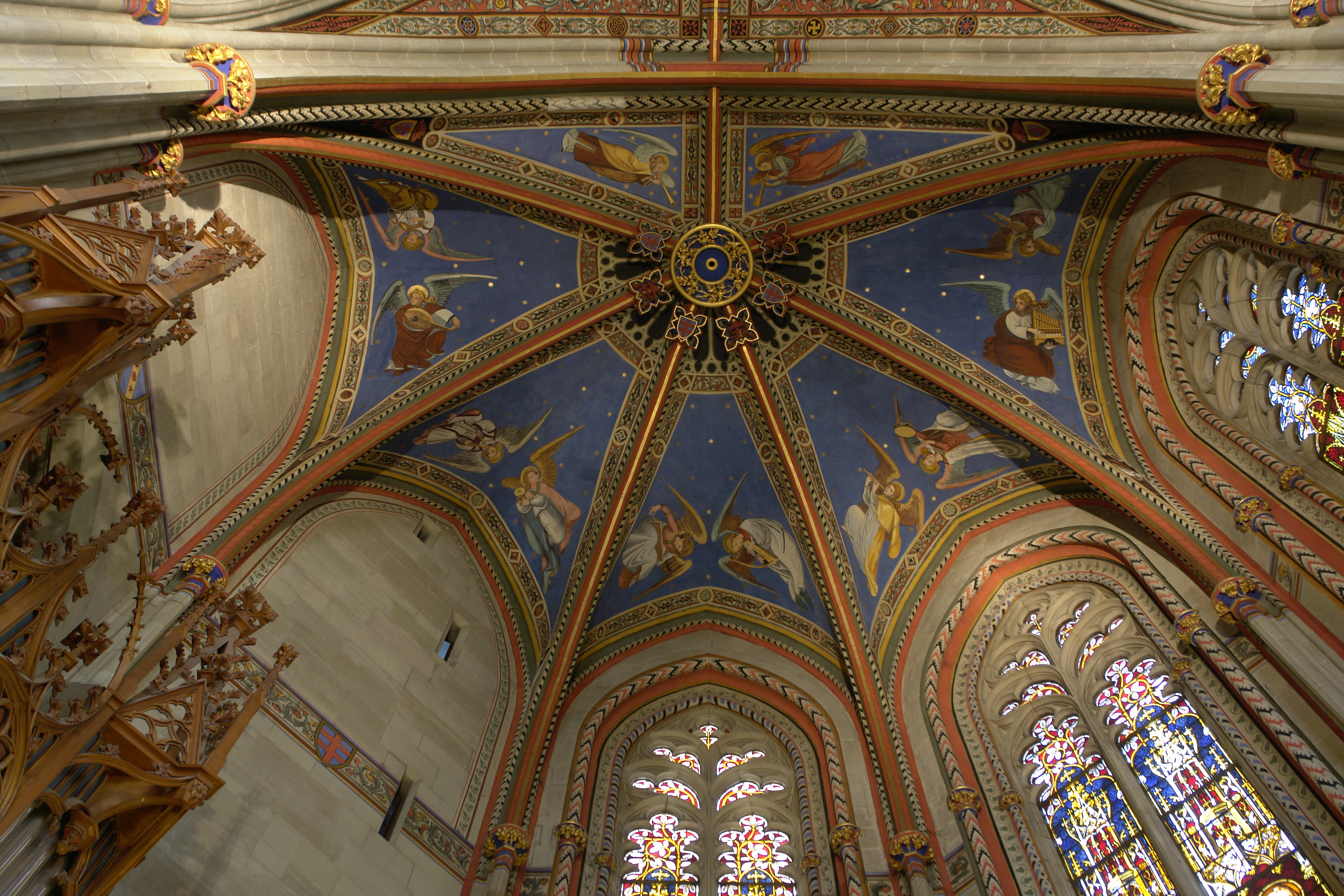
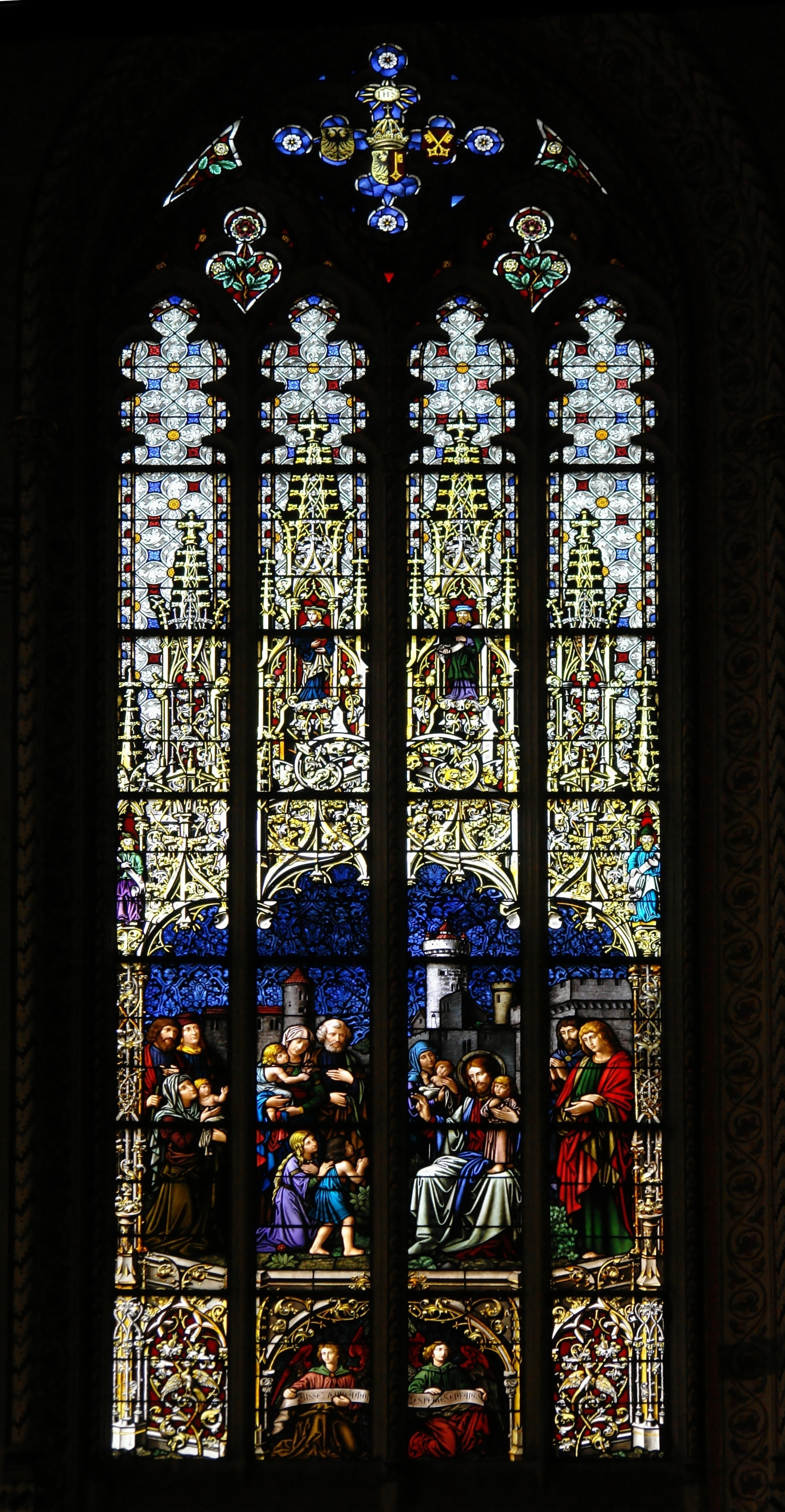
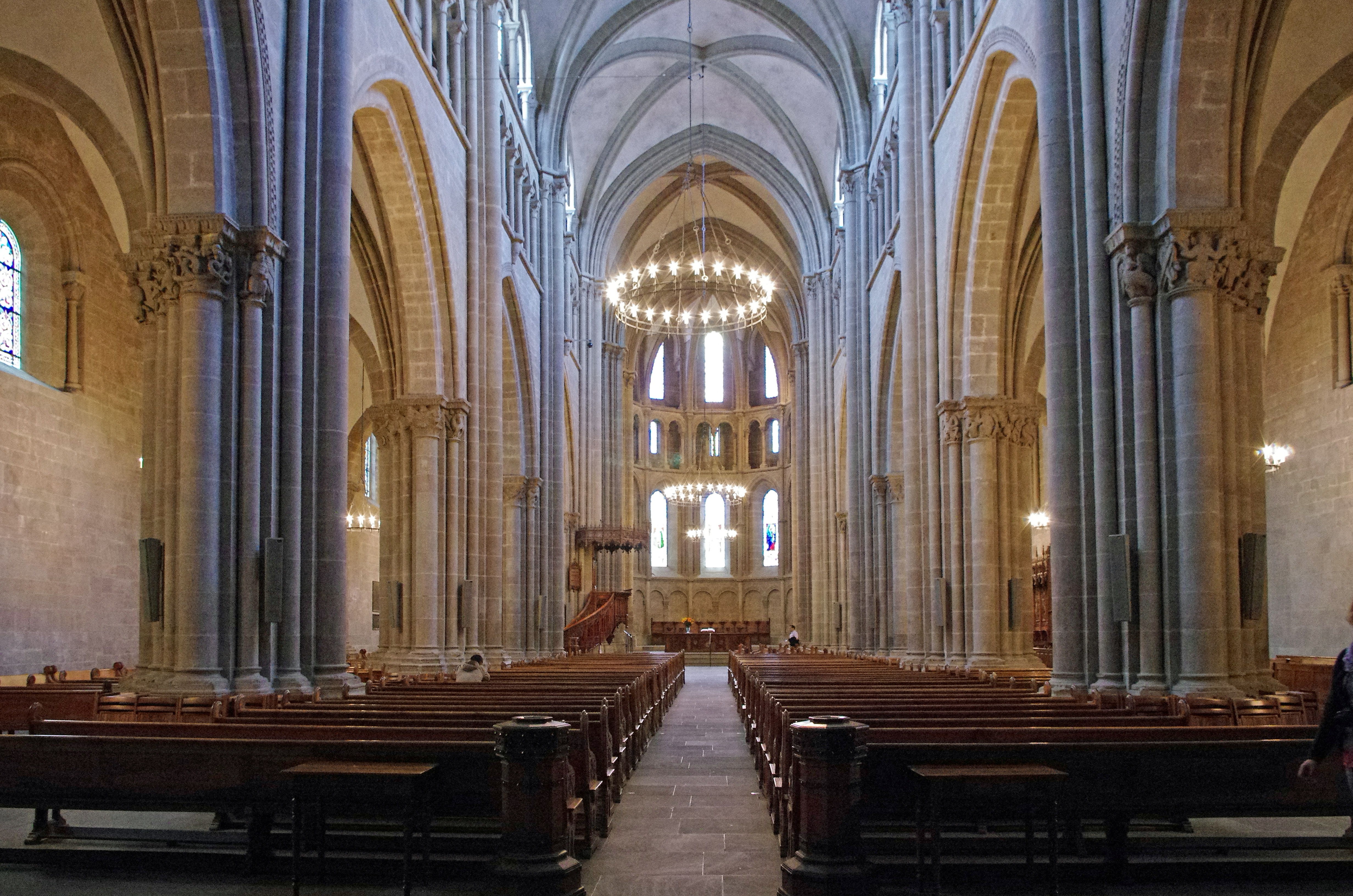